# Фиалка, Карел
Ка́рел Фра́нсис Фиа́лка (англ. Karel Francis Fialka) — британский певец и композитор.

## Биография
Карел Фиалка родился в Бенгалии, Индия, его отец — чех, а мать из Шотландии. Начинал свою карьеру как уличный поэт в начале 1980-х годов. Поэт, путешественник, музыкант и актёр, его музыка была результатом острых наблюдений различных сторон жизни, что нашло отражение в его песенном творчестве. В 1987 году Карел Фиалка вошёл в десятку (Top 10) UK Singles Chart с песней «Hey, Matthew» («Эй, Мэтью!»), после другого, менее значительного хита 1980 года «The Eyes Have It» записанного на Blueprint Records.

## Дискография

### Альбомы
- 1980: Still Life
- 1988: Human Animal
- 2009: Film Noir

## Синглы
- 1980: «The Eyes Have It»
- 1980: «File In Forget»
- 1980: «Armband»
- 1984: «Eat, Drink, Dance, Relax»
- 1987: «Hey, Matthew»/«The Things I Saw» [UK #9]
- 1988: «Eat, Drink, Dance, Relax (Remix)»
- 1988: «You Be The Judge»